# Ornithoptera euphorion

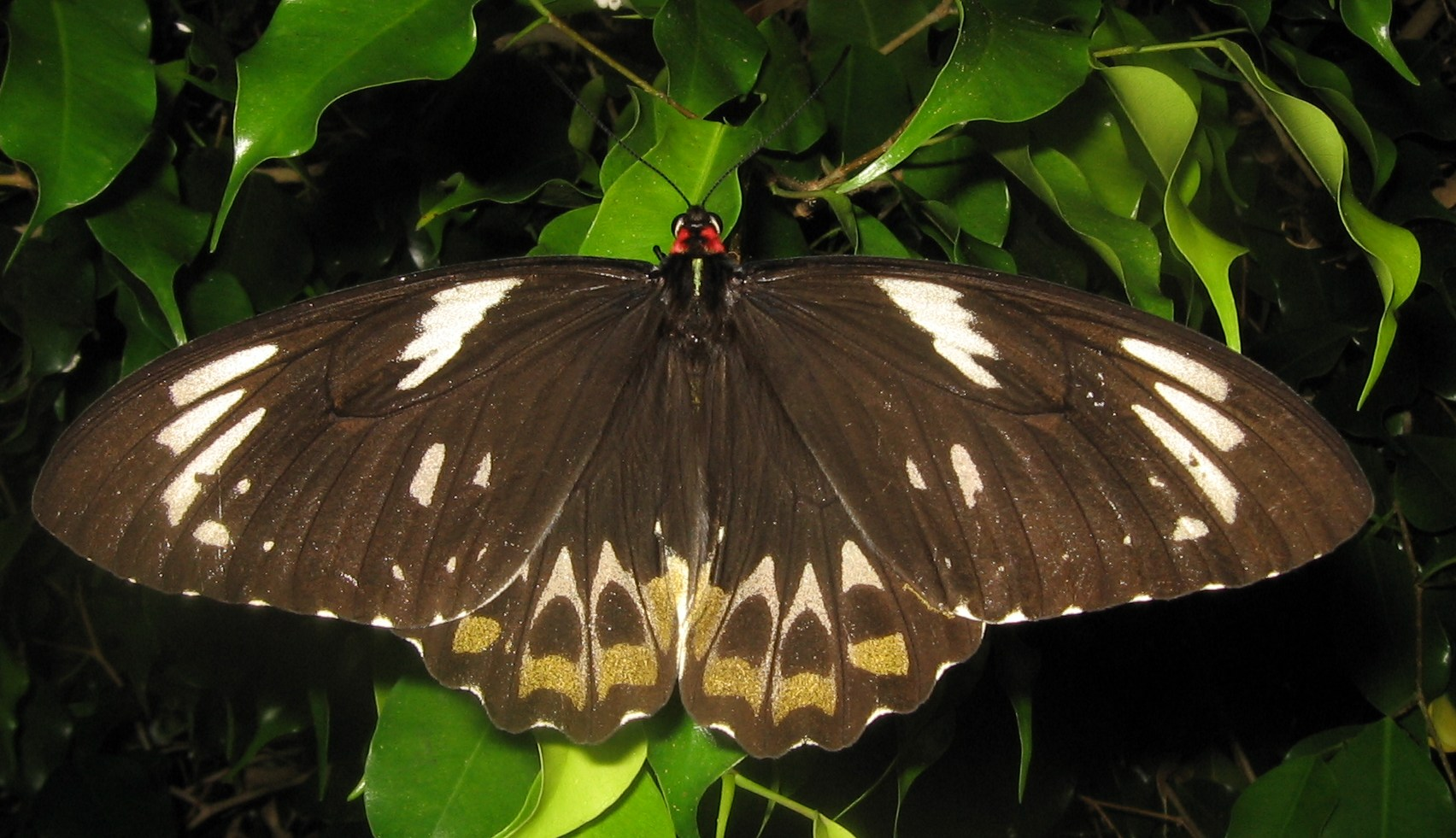
Weibchen

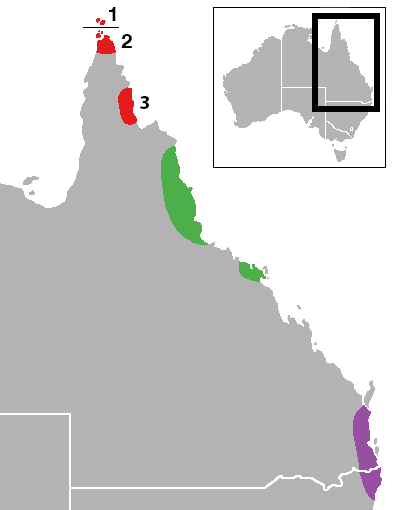
Vorkommensgebiet
rot: Ornithoptera priamus
grün: Ornithoptera euphorion
violett: Ornithoptera richmondia

Ornithoptera euphorion (Synonym: Troides euphorion) ist ein in Australien vorkommender Schmetterling aus der Gattung der Vogelfalter (Ornithoptera) und der Familie der Ritterfalter (Papilionidae). Die Art ist nach Euphorion aus der griechischen Mythologie benannt.

## Merkmale

### Falter
Der Thorax beider Geschlechter hat eine schwarze Grundfarbe. Im Bereich der Brust ist eine rote Behaarung zu erkennen. Das Abdomen ist gelb gefärbt und seitlich mit schwarzen Punkten versehen. Ornithoptera euphorion weist einen starken Geschlechtsdimorphismus auf.

#### Männchen
Die Flügelspannweite der Männchen beträgt 110 bis 130 Millimeter. Die Vorderflügeloberseite hat eine schwarze Grundfarbe und ist an Vorder- und Innenrand mit schmalen metallisch grüne Streifen versehen. Auf der schwarzen Vorderflügelunterseite befinden sich einige hellgrüne Flecke. Von der metallisch grünen Hinterflügeloberseite heben sich einige schwarze Flecke und gelbe Streifen ab. Die Hinterflügelunterseite zeigt ein markantes Muster aus schwarzen Flecken und Linien auf türkisfarbenem bis gelblichem Grund.

#### Weibchen
Die Flügelspannweite der Weibchen beträgt 140 bis 160 Millimeter. Die Vorderflügeloberseite hat eine schwarzbraune Grundfarbe und ist mit einigen weißlichen Flecken und Streifen versehen, die auf die Vorderflügelunterseite durchscheinen. Von der ebenfalls schwarzbraunen Hinterflügeloberseite heben sich im Submarginalbereich weiße und gelbe Flecke ab. Auch diese scheinen auf die Unterseite durch.

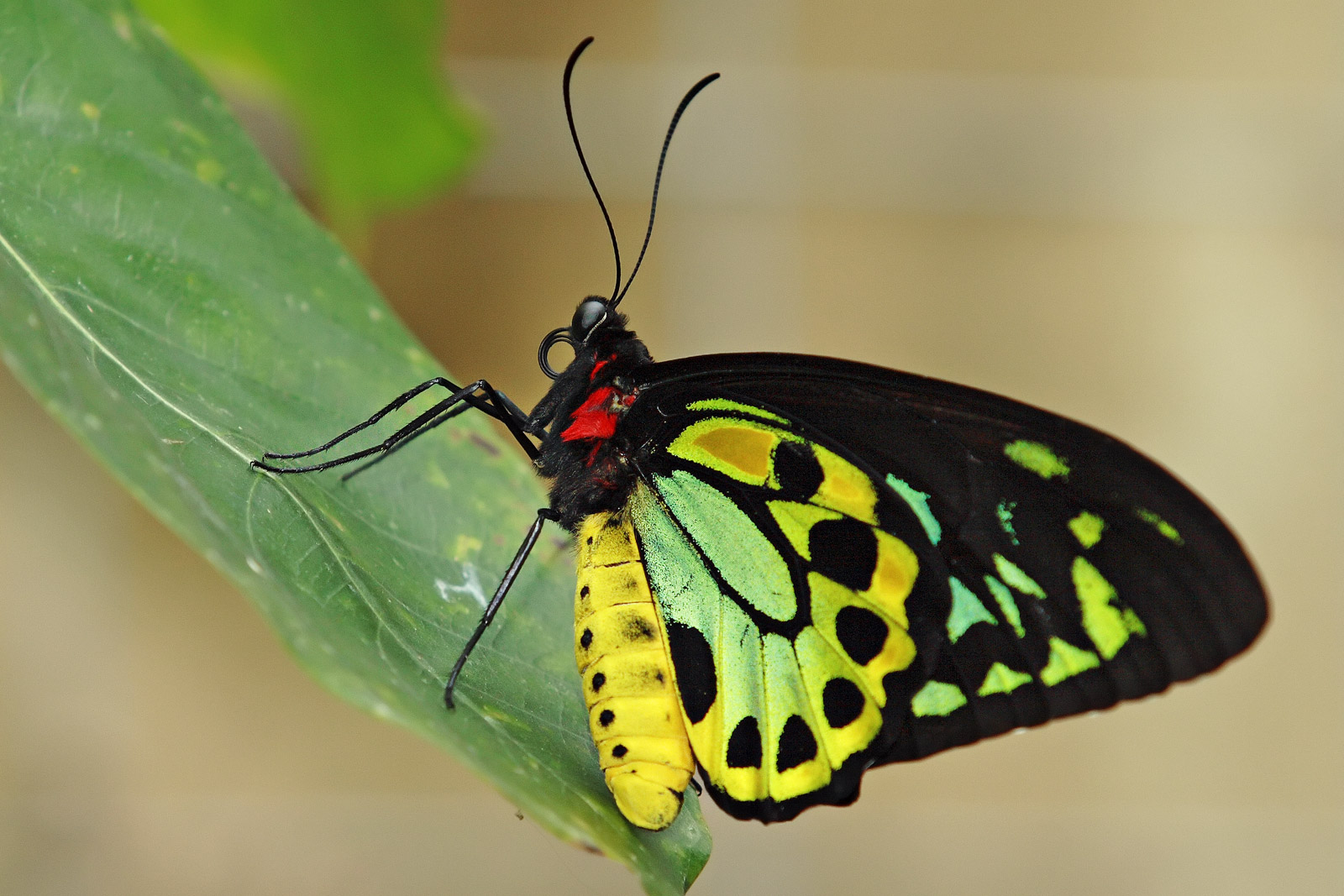
Flügelunterseite Männchen
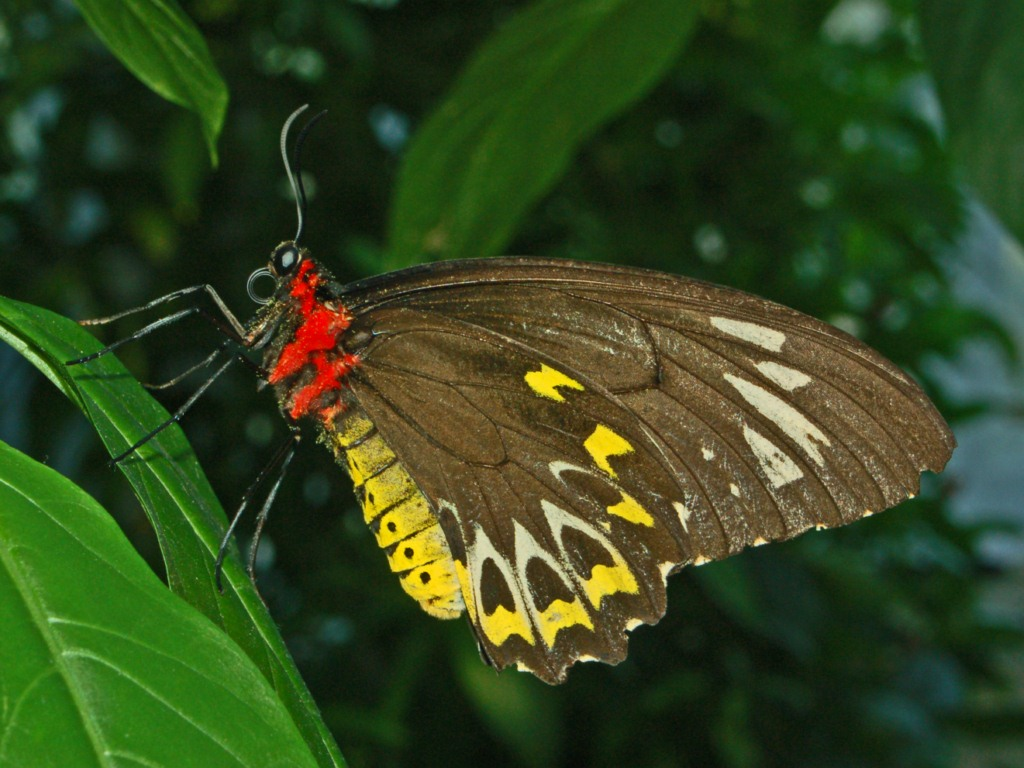
Flügelunterseite Weibchen

### Raupe
Ausgewachsene Raupen sind graubraun bis rotbraun gefärbt und auf der gesamten Körperoberfläche mit kräftigen, geraden, dornenähnlichen Tuberkeln überzogen. Diese sind im mittleren Bereich orangefarbig geringelt. Zwei etwa in der Körpermitte liegende Tuberkel fallen durch ihre orange gelbe Farbe auf. Bei Gefahr sind die Raupen in der Lage, ein grell rotes Osmaterium auszustülpen.

### Ähnliche Arten
Die Falter von Ornithoptera priamus und Ornithoptera richmondia sind vom äußeren Erscheinungsbild her nur sehr schwer von Ornithoptera euphorion zu unterscheiden. Da Ornithoptera euphorion jedoch nur in den Regionen um Cairns und Cooktown vorkommt, gibt es keine geographische Überlappung zu den ähnlichen Arten.

## Verbreitung und Lebensraum
Ornithoptera euphorion kommt endemisch in den Regionen um die Städte Cairns und Cooktown in Queensland vor. Die Art wird im englischen Sprachgebrauch deshalb als Cairns birdwing oder Cooktown birdwing bezeichnet. Sie besiedelt in erster Linie Regenwälder, ist jedoch auch in Gärten beim Besuch von Blüten zu beobachten.

## Taxonomie
Ornithoptera euphorion wurde lange Zeit als Unterart von Ornithoptera priamus angesehen. Unterschiede des Abdomens, der Flügelzeichnung und des Raupenäußeren gegenüber Ornithoptera priamus führten zu einer Einordnung von Ornithoptera euphorion als eigenständige Art. Da die Unterschiede jedoch gering sind, wird Ornithoptera euphorion in verschiedener Literatur, ebenso wie auch Ornithoptera richmondia nach wie vor als Unterart geführt. Weitere Untersuchungen zum Artenkomplex Ornithoptera priamus/richmondia/euphorion sind erforderlich.

## Lebensweise

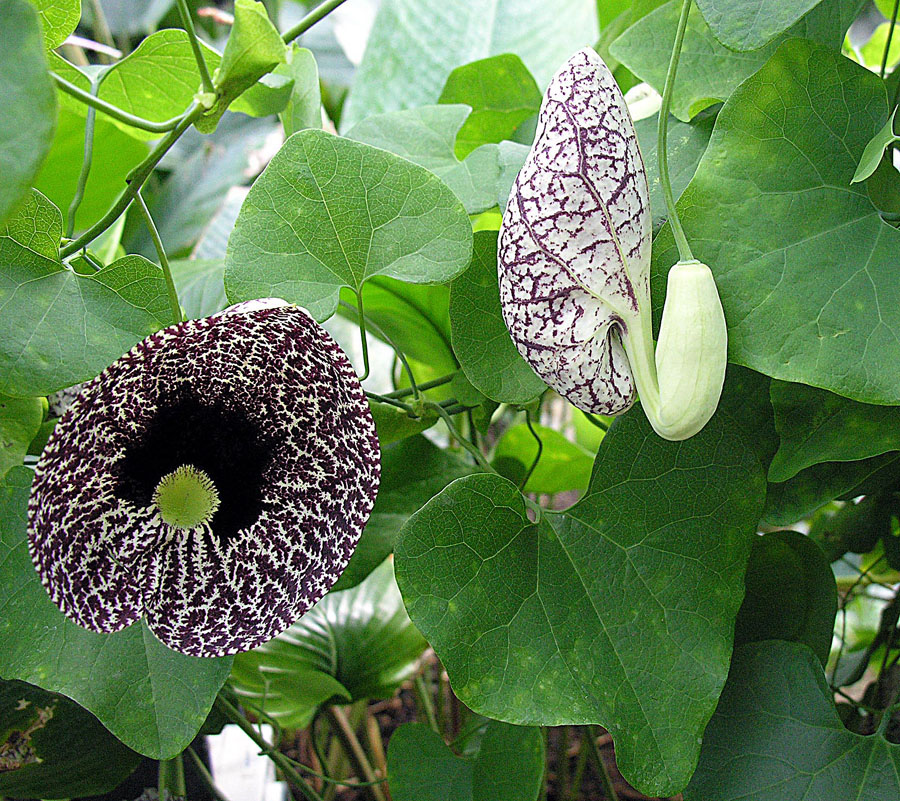
Die eingeschleppte Gespensterpflanze, die für die Raupen von O. euphorion tödlich ist

Die Falter fliegen in mehreren Generationen das ganze Jahr hindurch. Sie saugen zur Nahrungsaufnahme gerne an Blüten, beispielsweise an Wandelröschen- (Lantana), Hibiskus- (Hibiscus) und Bougainvillea-Arten. Die Weibchen legen bis zu 300 Eier einzeln in der Nähe der Nahrungspflanzen ab. Die Raupen ernähren sich von den Blättern von Osterluzeigewächsen (Aristolochiaceae). Mit diesen Pflanzen nehmen sie auch Giftstoffe auf und werden von Fressfeinden, wie Vögeln gemieden. Hingegen werden die Falter zuweilen Opfer von Seidenspinnen (Nephila). Eine tödliche Gefahr besteht für die Raupen, wenn sie versehentlich die Blätter der aus Südamerika über Ziergärten eingeschleppte Gespensterpflanze (Aristolochia littoralis, Syn.: Aristolochia elegans) fressen. Die Giftstoffe dieser nicht heimischen Pflanzenart vertragen die Raupen nicht und sie sterben, bevor sie ausgewachsen sind. Deshalb wird in Queensland, New South Wales und im Northern Territory inzwischen davon abgeraten, diese zu den Neobiota zählende Art anzupflanzen.

## Gefährdung
Obwohl Ornithoptera euphorion ausschließlich in für australische Verhältnisse relativ kleinen und eng begrenzten Gebieten vorkommt, wird sie vom Department of Environment and Science des Queensland Government als least concern (nicht gefährdet) eingestuft.